# By the House That Jack Built
By the House That Jack Built est un film muet américain réalisé par Thomas H. Ince et sorti en 1911.

## Synopsis
Une reine, par un sort, s'empare du cœur d'un prince...

## Fiche technique
- Réalisation : Thomas H. Ince
- Production : Carl Laemmle
- Date de sortie :  États-Unis : 11 septembre 1911

## Distribution
- Mary Pickford
- Ethel Grandin
- Hayward Mack